# کلیرمر (اکلاهما)
کلیرمر(به انگلیسی: Claremore) شهری در ایالت اکلاهما کشور ایالات متحده آمریکا است که جمعیت آن در سرشماری سال ۲۰۱۰ میلادی، ۱۸٬۵۸۱ نفر بوده‌است.